# مادرکشی (فیلم مستند)
مادرکشی یک فیلم مستند به کارگردانی کمیل سوهانی دربارهٔ بحران آب در ایران است. در این فیلم، بحران بی‌آبی از دیدگاه کشاورزان، صنعت‌گران و سایر مشاغل مرتبط به تصویر کشیده شده و علت‌های ایجاد بی‌آبی و پیامدهای آن هم بررسی شده‌است. زمان این فیلم هفتاد و شش دقیقه است.

## توضیحات بیشتر
مادرکشی مستندی با پژوهش، کارگردانی و نویسندگی کمیل سوهانی و تهیه‌کنندگی محمد شکیبا نیا، در سال ۱۳۹۴ به سفارش مرکز بررسی‌های نهاد ریاست جمهوری ساخته شد.
مستند «مادرکشی» نگاهی آسیب شناسانه به وضعیت حکمرانی آب در ایران دارد. این فیلم با رویکردی پژوهشی می‌کوشد ضمن به تصویر کشیدن مظاهر و نتایج بحران آب، علل مختلف به وجود آمدن این بحران در ایران را بررسی می‌کند.
سدسازی‌های بی‌رویه، دخالت در اکو سیستم طبیعی، حفر بی‌رویه چاه‌های عمیق، انتقال آب بین حوزه‌های آبریز، از بین رفتن منابع آب زیرزمینی، بهره‌وری پایین و برنامه‌ریزی غلط در کشاورزی، جایگزینی مدیریت متمرکز دولتی به جای مدیریت مردمی و بومی، از مواردیست که در این مستند در تحلیل دلایل بحران آب به آن پرداخته می‌شود.
این مستند اولین بار در ۲۴ آذر ماه۱۳۹۵ در جریان نهمین دوره جشنواره بین‌المللی سینما حقیقت در سینما فلسطین تهران با حضور برخی از اعضای هیئت دولت و تعداد زیادی تماشاگر پخش شد.

## واکنش‌ها
پایان فیلم با اعتراض شدید یکی از تماشاگران به معصومه ابتکار که برای دیدن فیلم به سینما فلسطین آمده بود همراه شد.
معصومه ابتکار پس از تماشای فیلم در پاسخ به خبرنگاران، مستند را در ارائه تصویر کاملی از بحران آب در کشور موفق دانست و در عین حال تأکید کرد از نظر او سدسازی ذاتاً اقدامی منفی نیست.
دکتر محمد نهاوندیان، رئیس دفتر رئیس‌جمهور هم پس از تماشای این مستند، از فیلم‌های مستند به عنوان ابزاری برای کمک به تصمیم گیران کشور یاد کرد.
حسام الدین آشنا نیز دیگر عضو دولتی حاضر در مراسم رونمایی، مادرکشی را فیلمی دانست که به جنگ فیلم‌های تبلیغاتی رفته‌است. او گفت مستند باید موضوعات ملی را با نگاه انتقادی روایت کند.
در این دوره از جشنواره بین‌المللی سینما حقیقت این فیلم نامزد بهترین نویسندگی و بهترین پژوهش شد و در مراسم اختتامیه موفق به کسب جایزه بهترین پژوهش از هیئت داوران گردید. کمیل سوهانی پژوهشگر و کارگردان مادرکشی، پس از دریافت جایزه با کنایه گفت: خدا را شکر که از بحران آب کشور نانی برای ما درآمد! امیدوارم بالاخره باور کنیم که بحران آب بحرانی جدی است و در افکار و رفتارمان تغییری به وجود بیاوریم تا دیگر لازم نباشد در این باره فیلمی ساخته شود.
سه روز پس اختتامیه جشنواره سینماحقیقت مهندس رضازاده مدیر عامل شرکت توسعه منابع آب و نیروی ایران در همایش سدسازی و میراث فرهنگی مطالب بسیار تندی را در مورد این فیلم بیان کرد و در قسمتی از سخنانش گفت: در این فیلم ما به عنوان متهم معرفی شدیم و گفته می‌شود که ۶۵۰ سد در کشور ساخته شده که ۱۲۰ عدد از آن‌ها هم با زور و فشار مثلاً مسئولان سیاسی محلی بوده. اما من اینجا عرض می‌کنم سهم ما از آن ۶۵۰ تا سد تنها ۸ سد بوده‌است.
در دی ماه سال ۹۴ این مستند در دانشگاه فردوسی مشهد با حضور جمعی از استادان دانشگاه و دانشجویان و فعالان محیط زیست اکران شد. در این جلسه، محمدحسین پاپلی یزدی استاد دانشگاه فردوسی برای اولین بار بحران آب را با مافیای آب در کشور مرتبط دانست. ویدیوی ۴ دقیقه‌ای صحبت‌های این استاد دانشگاه در ماه‌های بعد هزاران بار توسط کاربران شبکه‌های اجتماعی منتشر و بازخوردهای مختلفی در پی داشت.
برخی هنرمندان و اهالی رسانه مانند رضا کیانیان و میلاد دخانچی در صفحات اجتماعی خود، مردم را به دیدن این فیلم ترغیب کردند.
یادداشت‌های زیادی در مطبوعات در ارتباط با این مستند بحث‌برانگیز نوشته شد و در فاصله یک سال پس از رونمایی، در بیش از صد دانشگاه، محفل فرهنگی و محیط زیستی به نمایش درآمد. در جلسات نقد و نمایش فیلم گفتگوهای کارشناسی بسیاری پیرامون آن شکل گرفته و برخی از این جلسات مانند جلسه نمایش مستند در جامعه مهندسین مشاور به تنش کشیده شد.
بخش‌هایی از صحبت‌های کارشناسان پس از نمایش فیلم در دانشگاه‌های مختلف بر روی صفحه آپارات این مستند قرار گرفت.
در پنجمین جشنواره فیلم سبز تهران، کمیل سوهانی جایزه بهترین کارگردانی مستند بلند را دریافت کرد و مستند مادرکشی هم جایزه بهترین فیلم بخش بین‌الملل این جشنواره را به خود اختصاص داد. سوهانی مشکل اصلی را در نگاه غلط به توسعه دانسته و معتقد است روند غلط توسعه در ایران همراه با غفلت از دانش بومی، غلبه نگاه‌های کمی و فن سالارانه، مصرف نادرست پول نفت و جایگزین شدن مدیریت متمرکز دولتی به جای مدیریت بومی و مردمی خود را به صورت بحران‌های مختلف زیست‌محیطی و اجتماعی و اقتصادی نشان داده‌است که این روند غلط را در زمینه آب می‌توان به صورت خشکیدگی دریاچه‌ها و رودها و آبخوان‌ها دید. او ادامه مسیر فیلم‌سازی خود را در پرداختن به آسیب‌های توسعه در ایران می‌داند.
مستند مادرکشی هنوز از صداوسیمای جمهوری اسلامی اجازه پخش نگرفته، اما همچنان در دانشگاه‌های مختلف در حال نمایش است.
برگزاری میزگرد محیط زیستی روزنامه صبح نو با حضور کمیل سوهانی کارگردان مستند مادرکشی
در گفت‌وگو با کارگردان مستند «مادرکشی»: از سمپایی ژاپنی تا آونگ ایرانی
در دفتر دوماهنامه «چشم‌انداز ایران» برگزار شد: جلسه نقد و بررسی مسایل آبی همراه با اکران فیلم مادرکشی
کارگردان مستند «مادرکشی» :خراسان؛ آب در چاه مشکلات
مستندساز «مادرکشی» در گفتگو با شهرآرا مطرح کرد؛ دامن‌زدن به بحران آب با نگاه غلط به توسعه
پیام مادرکشی از زبان کارگردان:گفت وگوی اختصاصی جهان سبز با کمیل سوهانی

## وعده پخش و خبر توقیف
مستند مادرکشی برای اولین بار در دی ماه ۱۳۹۵ مجوز پخش از تلویزیون ملی ایران را گرفت. این مستند که قرار بود ساعت ۲۰:۳۰ سه شنبه، چهاردهم دی ماه از شبکه مستند پخش شود، یک روز قبل از پخش، با فشار بخشی از دولت توقیف شد.
روابط عمومی برنامه «به اضافه مستند» پس از انتشار خبر توقیف مستند اعلام کرد: پس از اعلام خبر پخش و بررسی مستند «مادرکشی» که به بررسی بحران آب و تأثیر سدسازی بی‌رویه بر ایجاد این بحران در طول تمام دولت‌های پس از انقلاب می‌پردازد، فشارهای زیادی از طرف دولت به سازمان صدا و سیما وارد شد تا از پخش این مستند جنجالی جلوگیری به عمل آید اما نهایتاً با توجه به بی‌فایده بودن این فشارها، مالک فیلم پخش مستند را مشروط به رضایت وزارت نیرو دانست که از چندی قبل به دنبال جلوگیری از پخش مستند «مادرکشی» بود، تا به این ترتیب پخش اولین قسمت برنامه «به اضافه مستند» از سوی مالک فیلم یعنی بخش دیگری از دولت لغو شود. این توقیف در حالتی اتفاق افتاد که پیشنهاد اضافه شدن یک آیتم توسط وزارت نیرو از سمت این نهاد رد شد و این وزارت ترجیح داد به جای معرفی نماینده جهت شرکت در برنامه و ارائه نقطه نظرات، با اعمال فشار مانع پخش مستند شود.
بعد از انتشار خبر توقیف اولین قسمت «برنامه به اضافه مستند»، کمیل سوهانی کارگردان مستند مادرکشی در گفتگو با «برنامه به اضافه مستند» از پیچیدگی فرایند اعمال فشار از طرف مراکز قدرتی که به توقیف مادرکشی توسط سرمایه‌گذار منجر شده‌است، سخن گفت.
وی با اشاره به این موضوع که نباید در این قضیه دنبال مقصر بود، گفت: بهتر است به دنبال فرآیندهایی باشیم که منجر به این تصمیم می‌شود و بهتر است پیگیر این قضیه باشیم که چه چیزی و چه ابزارهای قدرتمندی باعث این می‌شود که سفارش دهنده یک اثر از پخش فیلم خودش منصرف شود.
«یاسر عرب» مستندساز سینما نیز طی نامه‌ای سرگشاده به آقای روحانی، توقیف این مستند را محکوم کرد. او در بخشی از نامه خود به رئیس‌جمهور آورده‌است:
اگر اشتباه نکرده باشم شما جایی فرمودید رسانه نباید میلی باشد بلکه باید ملی باشد. دوست دیگری هم جایی نوشته بود درد را از هر طرف بخوانی درد است! عرض می‌کنم فشار از هر طرف که بیاید فشار است و میل از هر سو که باشد میل است.

## نامگذاری
عنوان این فیلم را حسام الدین مطهری با اشاره به افسانه‌ها و اساطیر ایرانی و غیرایرانی که زمین را «مادر» و آسمان را «پدر» می‌شمردند انتخاب کرده است.

## جوایز
- نامزد بهترین نویسندگی مستند بلند در نهمین جشنواره بین‌المللی سینما حقیقت
- نامزد بهترین پژوهش مستند بلند در نهمین جشنواره بین‌المللی سینما حقیقت،
- برنده دیپلم افتخار و تندیس زرین بهترین پژوهش از نهمین جشنواره بین‌المللی سینما حقیقت،
- نامزد بهترین فیلم در بخش ملی پنجمین جشنواره بین‌المللی فیلم سبز تهران،
- نامزد بهترین پژوهش در بخش ملی پنجمین جشنواره بین‌المللی فیلم سبز تهران،
- نامزد بهترین کارگردانی در بخش ملی پنجمین جشنواره بین‌المللی فیلم سبز تهران،
- برنده دیپلم افتخار و غزال زرین بهترین کارگردانی بخش ملی پنجمین جشنواره بین‌المللی فیلم سبز تهران،
- برنده دیپلم افتخار و غزال زرین بهترین فیلم بخش بین‌الملل پنجمین جشنواره بین‌المللی فیلم سبز تهران،
- نماینده سینمای مستند ایران در جشنواره Green Festival Network Award
- فیلم منتخب جشنواره Green me 2016 برلین برای بخش در افتتاحیه،
- منتخب بخش نقد درون گفتمانی ششمین جشنواره فیلم مردمی عمار.